# Magnus Olaus Baadh Hveberg
Magnus Olaus Baadh (von) Hveberg (født 7. november 1806, død 17. marts 1864 i Dybbøl) var en dansk officer.
Han blev kadet 1821, sekondløjtnant i 1. Livregiment 1825 (med anciennitet fra 1823), fik 1833 premierløjtnants karakter og anciennitet, blev 1835 premierløjtnant, fik 1841 kaptajns anciennitet, blev 1842 sat à la suite i 1. Bataljon, blev 1845 kaptajn af 2. klasse og 1848 virkelig kaptajn og 1849 kompagnikommandør. I 1850 fik Hveberg majors anciennitet og blev senere samme år karakteriseret major, blev 1851 chef for 19. Bataljon, 1852 major i 2. Bataljon, 1854 karakteriseret oberstløjtnant og samme år kommandør for 8. Bataljon og i udgangen af samme år virkelig oberstløjtnant. I 1863 fik han (som kommandør for 18. Bataljon) obersts karakter og anciennitet.
Under 2. Slesvigske Krig 1864 var Hveberg kommandør for 4. brigade og senere for 8. infanteriregiment. Under kampene ved Dybbøl beordredes 1. bataljon kl. ca. 4 den 17. marts til et flankeangreb mod Dybbøl Kirke nord om byen, og 8. kompagni forsøgte et bajonetangreb, blev slået ned, og hele bataljonen måtte derefter vige. Oberst Hveberg blev i den forbindelse dødeligt såret. Indtil Glode du Plats død måneden efter var Hveberg den højest rangerende danske officer, der faldt i krigen.
Han var blevet Ridder af Dannebrog 22. september 1845 og Dannebrogsmand 13. september 1848.
Han ejede et hus i København, Nørre Voldgade 36, som hans søstre arvede. I 1861 havde han stiftet et familielegat, Oberst Hvebergs Legat.